# Данієль Гастл
Данієль Гастл (нім. Daniel Gastl; нар. 28 червня 1993) — австрійський борець греко-римського стилю, бронзовий призер чемпіонату Європи, срібний призер чемпіонату світу серед студентів.

## Життєпис
Боротьбою почав займатися з 1997 року. У 2013 році здобув срібну медаль чемпіонату світу серед юніорів.
Виступав за спортивний клуб «Ringsportclub» Інцинг. Тренер — Бенедикт Ернст (з 2008), Жено Боді (з 2012).

## Спортивні результати на міжнародних змаганнях

### Виступи на Чемпіонатах світу
| Змагання                        | Збірна  | Вагова категорія                 | Місце |
| ------------------------------- | ------- | -------------------------------- | ----- |
| Чемпіонат світу з боротьби 2014 | Австрія | греко-римська боротьба, до 98 кг | 22    |
| Чемпіонат світу з боротьби 2015 | Австрія | греко-римська боротьба, до 98 кг | 21    |
| Чемпіонат світу з боротьби 2017 | Австрія | греко-римська боротьба, до 98 кг | 22    |
| Чемпіонат світу з боротьби 2018 | Австрія | греко-римська боротьба, до 97 кг | 24    |
| Чемпіонат світу з боротьби 2019 | Австрія | греко-римська боротьба, до 97 кг | 20    |
| Чемпіонат світу з боротьби 2022 | Австрія | греко-римська боротьба, до 97 кг | 18    |

### Виступи на Чемпіонатах Європи
| Змагання                         | Збірна  | Вагова категорія                 | Місце  |
| -------------------------------- | ------- | -------------------------------- | ------ |
| Чемпіонат Європи з боротьби 2013 | Австрія | греко-римська боротьба, до 96 кг | 12     |
| Чемпіонат Європи з боротьби 2014 | Австрія | греко-римська боротьба, до 98 кг | 15     |
| Чемпіонат Європи з боротьби 2016 | Австрія | греко-римська боротьба, до 98 кг | 7      |
| Чемпіонат Європи з боротьби 2017 | Австрія | греко-римська боротьба, до 98 кг | 18     |
| Чемпіонат Європи з боротьби 2018 | Австрія | греко-римська боротьба, до 97 кг | 13     |
| Чемпіонат Європи з боротьби 2019 | Австрія | греко-римська боротьба, до 97 кг | 12     |
| Чемпіонат Європи з боротьби 2022 | Австрія | греко-римська боротьба, до 97 кг | Бронза |

### Виступи на Європейських іграх
| Змагання              | Збірна  | Вагова категорія                 | Місце |
| --------------------- | ------- | -------------------------------- | ----- |
| Європейські ігри 2015 | Австрія | греко-римська боротьба, до 98 кг | 18    |
| Європейські ігри 2019 | Австрія | греко-римська боротьба, до 97 кг | 7     |

### Виступи на Чемпіонатах світу серед студентів
| Змагання                                        | Збірна  | Вагова категорія                 | Місце  |
| ----------------------------------------------- | ------- | -------------------------------- | ------ |
| Чемпіонат світу з боротьби серед студентів 2016 | Австрія | греко-римська боротьба, до 98 кг | Срібло |

### Виступи на інших змаганнях
| Змагання                                                         | Збірна  | Вагова категорія                 | Місце  |
| ---------------------------------------------------------------- | ------- | -------------------------------- | ------ |
| Гран-прі Іспанії з боротьби 2012                                 | Австрія | греко-римська боротьба, до 84 кг | 11     |
| Тор Мастерс 2013                                                 | Австрія | греко-римська боротьба, до 96 кг | 5      |
| Золотий Гран-прі з боротьби 2013 (Сомбатгей)                     | Австрія | греко-римська боротьба, до 96 кг | 12     |
| Золотий Гран-прі з боротьби 2014 (Париж)                         | Австрія | греко-римська боротьба, до 98 кг | 4      |
| Золотий Гран-прі з боротьби 2014 (Сомбатгей)                     | Австрія | греко-римська боротьба, до 98 кг | 5      |
| Міжнародний турнір Любомира Івановича-Гедзи 2014                 | Австрія | греко-римська боротьба, до 98 кг | 7      |
| Відкритий чемпіонат Стокгольма з боротьби 2014                   | Австрія | греко-римська боротьба, до 98 кг | Бронза |
| Гран-прі Німеччини з боротьби 2014                               | Австрія | греко-римська боротьба, до 98 кг | 13     |
| Золотий Гран-прі з боротьби 2014 (Баку)                          | Австрія | греко-римська боротьба, до 98 кг | 9      |
| Гран-прі Парижа з боротьби 2015                                  | Австрія | греко-римська боротьба, до 98 кг | 8      |
| Відкритий чемпіонат Загреба з боротьби 2015                      | Австрія | греко-римська боротьба, до 98 кг | Бронза |
| Гран-прі Іспанії з боротьби 2015                                 | Австрія | греко-римська боротьба, до 98 кг | 16     |
| Турнір Германа Каре 2016                                         | Австрія | греко-римська боротьба, до 98 кг | Золото |
| Гран-прі Угорщини з боротьби 2016                                | Австрія | греко-римська боротьба, до 98 кг | 7      |
| Олімпійський кваліфікаційний турнір з боротьби 2016 (Зренянин)   | Австрія | греко-римська боротьба, до 98 кг | 10     |
| Олімпійський кваліфікаційний турнір з боротьби 2016 (Улан-Батор) | Австрія | греко-римська боротьба, до 98 кг | 13     |
| Олімпійський кваліфікаційний турнір з боротьби 2016 (Стамбул)    | Австрія | греко-римська боротьба, до 98 кг | 19     |
| Гран-прі Німеччини з боротьби 2016                               | Австрія | греко-римська боротьба, до 98 кг | Бронза |
| Гран-прі Загреба з боротьби 2017                                 | Австрія | греко-римська боротьба, до 98 кг | Срібло |
| Гран-прі Угорщини з боротьби 2017                                | Австрія | греко-римська боротьба, до 98 кг | 18     |
| Міжнародний турнір Любомира Івановича-Гедзи 2017                 | Австрія | греко-римська боротьба, до 98 кг | Срібло |
| Меморіал Іона Корнеану і Ладислава Сімона 2017                   | Австрія | греко-римська боротьба, до 98 кг | Срібло |
| Гран-прі Загреба з боротьби 2018                                 | Австрія | греко-римська боротьба, до 97 кг | 12     |
| Тор Мастерс 2018                                                 | Австрія | греко-римська боротьба, до 97 кг | Срібло |
| Меморіал Кристьяна Палусалу 2018                                 | Австрія | греко-римська боротьба, до 97 кг | 10     |
| Гран-прі Іспанії з боротьби 2018                                 | Австрія | греко-римська боротьба, до 97 кг | Золото |
| Гран-прі Німеччини з боротьби 2019                               | Австрія | греко-римська боротьба, до 97 кг | 5      |
| Тор Мастерс 2020                                                 | Австрія | греко-римська боротьба, до 97 кг | Бронза |
| Гран-прі Франції Анрі Деглана 2021                               | Австрія | греко-римська боротьба, до 97 кг | Бронза |
| Олімпійський кваліфікаційний турнір з боротьби 2020 (Софія)      | Австрія | греко-римська боротьба, до 97 кг | 15     |
| Відкритий чемпіонат Загреба з боротьби 2022                      | Австрія | греко-римська боротьба, до 97 кг | 5      |
| Турнір Вехбі Емре і Гаміта Каплана 2022                          | Австрія | греко-римська боротьба, до 97 кг | 14     |
| Гран-прі Німеччини з боротьби 2022                               | Австрія | греко-римська боротьба, до 97 кг | Золото |
| Відкритий чемпіонат Загреба з боротьби 2023                      | Австрія | греко-римська боротьба, до 97 кг | 8      |
| Турнір Ібрагіма Мустафи 2023                                     | Австрія | греко-римська боротьба, до 97 кг | 10     |

### Виступи на змаганнях молодших вікових груп
| Змагання                                       | Збірна  | Вагова категорія                 | Місце  |
| ---------------------------------------------- | ------- | -------------------------------- | ------ |
| Чемпіонат Європи з боротьби серед кадетів 2009 | Австрія | греко-римська боротьба, до 76 кг | 5      |
| Чемпіонат Європи з боротьби серед кадетів 2010 | Австрія | греко-римська боротьба, до 85 кг | 5      |
| Чемпіонат Європи з боротьби серед юніорів 2011 | Австрія | греко-римська боротьба, до 84 кг | 10     |
| Чемпіонат світу з боротьби серед юніорів 2011  | Австрія | греко-римська боротьба, до 84 кг | 22     |
| Чемпіонат Європи з боротьби серед юніорів 2012 | Австрія | греко-римська боротьба, до 84 кг | 5      |
| Чемпіонат світу з боротьби серед юніорів 2012  | Австрія | греко-римська боротьба, до 84 кг | 15     |
| Відкритий чемпіонат Австрії серед юніорів 2013 | Австрія | греко-римська боротьба, до 96 кг | Золото |
| Чемпіонат Європи з боротьби серед юніорів 2013 | Австрія | греко-римська боротьба, до 96 кг | 5      |
| Чемпіонат світу з боротьби серед юніорів 2013  | Австрія | греко-римська боротьба, до 96 кг | Срібло |
| Чемпіонат Європи з боротьби серед молоді 2015  | Австрія | греко-римська боротьба, до 98 кг | 13     |
| Чемпіонат Європи з боротьби серед молоді 2016  | Австрія | греко-римська боротьба, до 98 кг | 7      |